# Solenidiopsis
Solenidiopsis é um género botânico pertencente à família das orquídeas (Orchidaceae).

## Espécies
1. Solenidiopsis flavobrunnea  Senghas (1989)
2. Solenidiopsis galianoi  Dalström & Nuñez (2002)
3. Solenidiopsis peruviana  (Schltr.) D.E.Benn. & Christenson (1994)
4. Solenidiopsis rhombicalla  D.E.Benn. & Christenson (1994)
5. Solenidiopsis tigroides  (C.Schweinf.) Senghas (1986) - espécie tipo